# ライヒスリボルバー
ライヒスリボルバー（ドイツ語: Reichsrevolver）は、ドイツ軍で使用された軍用拳銃である。ドイツ統一の前後に旧諸邦が使用していた雑多な種類の拳銃を統合するため、1879年に制式化された。製造はエアフルト王立造兵廠のほか、様々な銃器メーカーによって行われた。後継は1908年のルガーP08拳銃。
M/79とM/83の相違点は、銃身長のみである。M/79（Modell 1879）は181mm、M/83（Modell 1883）は117mmの銃身だった。設計は旧式だったものの、この兵器は極度に頑丈であった。これらは第一次世界大戦中にもまだ使用されていた。第二次世界大戦においても、後方の部隊では配備例が見られている。また税関などの官公庁でも施設警備用として配備され続けた。
収集家にはM/79は「騎兵モデル」として、またM/83は「士官モデル」として呼ばれているが、これらは公式呼称ではない。

## 設計
二種ともにシングルアクションで作動し、一部材のフレームで作られ、排莢機構の無い6連発の回転式拳銃である。口径は国産の10.6x25mmR弾頭に中程度の長さの薬莢を付けており、寸法と威力は当時の.44ロシアン弾に相当する。装薬には黒色火薬が用いられた。
拳銃の右側面に設けられたゲートを開き、回転弾倉の右後面が露出した状態で、弾薬を一発ずつ装填することができた。回転弾倉は撃鉄をハーフ・コック状態に起こすことで開放され、手で回すことができた。空薬莢を除去するための機構が無いため、右側面ゲートを開き、弾薬ポーチに収納されている別個の小型ロッドなどを使い、薬莢を一発ずつ前から突いて抜き出す必要があった。あるいは、弾倉中央軸を前方へ引き抜くことで回転弾倉を取り外し、それから薬莢を除去することも可能だった。本銃の左側面には、リボルバーには珍しい安全レバーが設けられていた。安全レバーは撃鉄をハーフ・コック状態にした状態でのみ操作することができ、携行中の意図しない誤操作を防ぐものであった。
このリボルバーの大多数には、制服に装着するためのランヤード・リングが付属していた。